# 巢卫东
巢卫东（？—），中华人民共和国外交官，曾任中华人民共和国驻多哥共和国特命全权大使。

## 生平
巢卫东曾任驻突尼斯大使馆政务参赞、首席馆员，中共中央对外联络部四局副局长和三局副局长。2018年8月，出任中华人民共和国驻多哥大使。2025年6月，自驻多哥大使离任。